# Preadolescència
La preadolescència és el període de desenvolupament de l'ésser humà en el qual es passa de la infantesa a l'adolescència. S'estén, depenent del sexe i del desenvolupament psicològic i sexual de cada individu, entre els 9-10 i els 12-13 anys (o més) d'edat.
Durant la preadolescència, el nen o la nena experimenta canvis biològics i socials. També, pateix transformacions cognitives que, poc a poc, li permetran enfrontar-se a les tasques intel·lectuals pròpies d'un adult. El començament d'aquest període està caracteritzat pel desenvolupament físic, mentre que el que caracteritza el seu final és l'aparició del pensament formal.
Durant aquests anys, el ritme de creixement disminueix, es continua creixent, però més lentament. El cos en la preadolescència ja no és com en la infantesa, però tampoc arriba a desenvolupar-se com en l'adolescència.
Durant la preadolescència, el nen o la nena pot amagar els seus pensaments davant d'adults o persones més grans que ells, molts cops, manifestant agressivitat i passió en la defensa dels seus interessos. Confia més en els seus amics que en els adults del seu voltant. En el seu comportament, hi predominen les contradiccions, ja que, d'una banda, manté conductes infantils, mentre que per l'altra, comença a deixar anar indicis d'independència que arribaran a realitzar-se en l'adolescència.